# Matthias Mayer
Matthias Mayer (Sankt Veit an der Glan, 9 de junio de 1990) es un deportista austríaco que compitió en esquí alpino.
Participó en tres Juegos Olímpicos de Invierno, obteniendo en total cuatro medallas, oro en Sochi 2014 (descenso), oro en Pyeongchang 2018 (supergigante) y dos en Pekín 2022 (oro en supergigante y bronce en descenso). 
En la Copa del Mundo consiguió once victorias y 45 podios en total.

## Palmarés internacional
| Juegos Olímpicos | Juegos Olímpicos            | Juegos Olímpicos  | Juegos Olímpicos |
| Año              | Lugar                       | Medalla           | Prueba           |
| ---------------- | --------------------------- | ----------------- | ---------------- |
| 2014             | Sochi (Rusia)               | Medalla de oro    | Descenso         |
| 2018             | Pyeongchang (Corea del Sur) | Medalla de oro    | Supergigante     |
| 2022             | Pekín (China)               | Medalla de oro    | Supergigante     |
| 2022             | Pekín (China)               | Medalla de bronce | Descenso         |